# 羅伯·安德爾
羅伯·安德爾（英語：Rob Enderle，1954年7月27日—）是一名美國技術分析師。
安德爾在成為技術分析師之前曾在多家技術公司工作，包括EMS開發公司、ROLM系統和IBM。他在Dataquest開始他的分析師生涯，然後幫助創辦GiGa信息集團。在GiGa被Forrester Research收購後，他在Forrester工作，直到離開後創辦自己的公司——Enderle Group。
安德爾為技術出版物撰寫許多專欄，並經常出現在廣播和電視上。他是幾個諮詢委員會的成員，包括聯想、AMD和惠普的委員會。他在Technology Pundits （页面存档备份，存于）分享一個技術博客。他曾擔任微軟、戴爾、IBM、西門子和英特爾等公司的顧問。
安德爾還在媒體上對各種技術公司進行評論，包括蘋果、惠普、Google、索尼、微軟和甲骨文，以及與技術相關的話題，如安全和消費技術。

## 外部連結
- The Enderle Group （页面存档备份，存于）